# Liste der Bodendenkmale in Bargteheide
In der Liste der Bodendenkmale in Bargteheide sind die Bodendenkmale der Stadt Bargteheide nach dem Stand der Bodendenkmalliste des Archäologischen Landesamts Schleswig-Holstein von 2016 aufgelistet. Die Baudenkmale sind in der Liste der Kulturdenkmale in Bargteheide aufgeführt.
| Denkmal-ID           | Befundart           | Bezeichnung | Zeitstellung                 | Lage | Bemerkungen                     | Bild                   |
| -------------------- | ------------------- | ----------- | ---------------------------- | ---- | ------------------------------- | ---------------------- |
| aKD-ALSH-Nr. 004 831 | Grabmal > Grabhügel | Grabhügel   | Vor- und/oder Frühgeschichte |      | Genaues Alter nicht ermittelbar | Bargteheider Grabhügel |